# Independencia (Uruguay)
Independencia ist eine Ortschaft in Uruguay.

## Geographie
Independencia befindet sich auf dem Gebiet des Departamento Florida in dessen Sektor 13 in der Cuchilla del Pintado. In geringer Entfernung verläuft südöstlich der Río Santa Lucía. Der Ort liegt in der äußersten südwestlichen Spitze des Departamentos unweit der Grenze zum Nachbardepartamento Canelones. Nächstgelegene Ansiedlung in nördlicher Richtung ist Cardal, im Süden ist 25 de Agosto gelegen. In einiger Entfernung fließt westlich der Arroyo de la Virgen.

## Geschichte
Der Ort wurde am 13. September 1874 durch Florencio Escardó und E. Cremieux gegründet.

## Infrastruktur
Durch den Ort führt die Eisenbahnlinie Montevideo - Paso de los Toros.

## Einwohner
Die Einwohnerzahl Independencias beträgt 396 (Stand: 2011), davon 194 männliche und 202 weibliche.
| Jahr | Einwohner |
| ---- | --------- |
| 1963 | 142       |
| 1975 | 188       |
| 1985 | 286       |
| 1996 | 410       |
| 2004 | 454       |
| 2011 | 396       |

Quelle: Instituto Nacional de Estadística de Uruguay